# Spišská Teplica
Spišská Teplica este o comună slovacă, aflată în districtul Poprad din regiunea Prešov. Localitatea se află la altitudinea de 704 m deasupra n.m., se întinde pe o suprafață de 31,12 km2 și în 2017 număra 2.263 de locuitori. Se învecinează cu comuna Svit.

## Istoric
Localitatea Spišská Teplica este atestată documentar din 1280.

## Demografie
| An:                | 1994 | 2004    | 2014    | 2024   |
| ------------------ | ---- | ------- | ------- | ------ |
| Număr de persoane: | 1666 | 1933    | 2236    | 2286   |
| Diferență:         |      | +16,02% | +15,67% | +2,23% |

| An:                | 2023 | 2024   |
| ------------------ | ---- | ------ |
| Număr de persoane: | 2273 | 2286   |
| Diferență:         |      | +0,57% |